# ميخائيل بين-أري
ميخائيل بين-أري هو معلم ومؤرخ ومدرس وسياسي إسرائيلي، ولد في 12 أكتوبر 1963 في إسرائيل. نشط حزبياً في كاخ. وقد انتخب عضو الكنيست ‏ وقد انضم خلال فترته النيابية ‏ (19 نوفمبر 2012 – 5 فبراير 2013) للكتلة البرلمانية عظمة يهودية وانتخب عضو الكنيست ‏ وقد انضم خلال فترته النيابية ‏ (24 فبراير 2009 – 19 نوفمبر 2012) للكتلة البرلمانية National Union (Israel) ‏.

## وصلات خارجية
- الموقع الرسمي